# Estación Malabrigo
Malabrigo era una estación de ferrocarril ubicada en la localidad de Malabrigo, provincia de Santa Fe, Argentina.
La estación fue habilitada el 1 de febrero de 1890 por el Ferrocarril Provincial de Santa Fe.

## Servicios
No presta servicios de pasajeros, ni de cargas. Sus vías correspondían al Ramal F14 del Ferrocarril General Belgrano.